# Parc national de Manas
Le parc national de Manas est une zone protégée située sur six districts de l'État de l'Assam en Inde. Ce parc national abrite notamment des tigres et des pandas rouges (Ailurus fulgens). Il est inscrit sur la liste du patrimoine mondial de l'UNESCO depuis 1985 et a été considéré comme en péril de 1992 à 2011.

## Étymologie et Histoire
Le nom du parc vient de la rivière Manas qui tire elle-même son nom du dieu serpent Manasa. La rivière Manas est tributaire du Brahmapoutre qui passe lui aussi dans le parc national.

### Évolution du parc
Cette aire est protégée depuis le début du XXe siècle, elle était alors composée de deux Reserved forest, la Manas Reserved Forest et de la North Kamrup Reserved forest, protégées respectivement en 1907 et 1927. La famille royale de Cooch Behar et le Raja de Gauripur l'utilisaient comme une réserve de chasse. Le 1er octobre 1928, 360 km² sont regroupés en une seule entité qui obtient le statut plus protecteur de sanctuaire de chasse sportive (Game sanctuary). De 1951 à 1955, le domaine est porté à 391 km ². Elle a été déclarée Tiger Reserve en avril 1973. En 1985, l'UNESCO l'inscrit sur sa liste du patrimoine mondial. En septembre 1990, le sanctuaire obtient, avec les Kahitama R.F., Kokilabari la R.F. et la Panbari R.F. qui le jouxte, le statut de parc. Le parc couvre alors environ 500 km².
Le 25 février 2008, la surface de la zone protégée a été portée à 950 km².

### Environnement politique
La politique de conservation des parcs conduit souvent à évacuer les locaux vers des zones périphériques, c'est ce qui est arrivé aux Bodos. Présents depuis des siècles dans cette zone, des militants de la tribu assamaise Bodo de l'United Liberation Front of Asom, un mouvement indépendantiste ont envahi le parc à la fin des années 1980. L'infrastructure du site a subi des dégâts estimés à plus de deux millions de USD en 1992-1993 et plus d'une trentaine de rhinocéros semblent avoir été braconnés. Le trafic d'animaux morts ou vivants, reste une atteinte importante à la faune du parc, bon nombre d'observateurs suggèrent que ce trafic pourrait financer certaines activités politiques ou terroristes. À partir de 1997, à la suite d'un effort financier du gouvernement indien et de l'Unesco et une augmentation de la sécurité, la situation semble s'être améliorée.
Le Forest Rights Act voté en 2006, est une des conséquences de la prise en compte des droits des populations sur ces zones.

## Géographie
Le parc se situe sur six districts, les districts de Kokrajhar, Bongaigaon, Barpeta, Nalbari, Kamrup, Darrang, dans les contreforts est de l'Himalaya à l'ouest de l'état d'Assam. Le parc mesure 391 km2 mais 519,77 km2 en y incluant les aires protégées connexes.
La rivière Manas est le principal cours d'eau du parc et un important affluent du Brahmapoutre. Le parc s'étend à l'ouest jusqu'à cette rivière qui se divise en deux cours d'eau, le Beki et le Bholkaduba. Cinq autres cours d'eau importants irriguent le parc sur des terrasses alluviales de faible altitude, puisque les altitudes moyennes sont de 61 à 110 mètres.

### Géologie
Le sol alluvial dans le sud est propice aux prairies tandis que les savanes du nord poussent sur un sous-sol calcaire et constitué de grès. Le parc s'étend sur une extension de la formation du Terai Bhabar.

### Occupation humaine
Un village rural se trouve au sein du parc. En 2008, plus de 56 villages entourent le parc.

### Climat
La température minimale est d'environ 15 °C, la température maximale est d'environ 37 °C. La mousson est importante de mai à septembre et la moyenne annuelle des précipitations est d'environ 333 cm.

## Environnement
Elle abrite au sud des prairies, au nord au plus haut du parc de la savane et entre les deux des forêts tropicales semi-sempervirentes densément boisée et des forêts d'altitude. Environ 45 % de la surface est occupée par la prairie et 55 % par la forêt. La présence de rivières permet l'existence de plus de 100 km de zone riparienne. C'est une des zones les plus riches en biodiversité au monde. C'est l'un des neuf premiers Tiger reserve et il abrite de nombreuses espèces animales devenues rares comme le Rhinocéros indien, le léopard des neiges. Le Chat bai y a été également signalé.

## Transport
Le parc de Manas est à 176 km de Guwahati par la route. L'aéroport le plus proche est le Lokapriya Gopinath Bordoloi International Airport de Guwahati. La gare la plus proche est Barpeta Road Station à 40 km.